# Daphne Touw
Daphne Touw (Sint Oedenrode, 13 januari 1970) is een Nederlands voormalig hockeyster. Touw speelde als doelman 68 officiële interlands (geen doelpunten) voor de Nederlandse vrouwenhockeyploeg. Haar interlanddebuut maakte ze op 3 juli 1993 tegen het Duits elftal (2–0 verlies). Zeven jaar later sloot ze haar carrière als international af tegen Argentinië (3–1 verlies). Touw speelde gedurende haar sportieve loopbaan bij MHC Teteringen, MHC De Warande, MOP, Pinoké en Laren.
Dillianne van den Boogaard · 
Minke Booij · 
Ageeth Boomgaardt · 
Julie Deiters · 
Mijntje Donners · 
Fleur van de Kieft · 
Fatima Moreira de Melo · 
Clarinda Sinnige · 
Hanneke Smabers · 
Minke Smabers · 
Margje Teeuwen · 
Carole Thate · 
Daphne Touw · 
Macha van der Vaart · 
Myrna Veenstra · 
Suzan van der Wielen ·
Coach: Tom van 't Hek